# 中山镇 (武平县)
中山镇，是中华人民共和国福建省龙岩市武平县下辖的一个乡镇级行政单位。

## 行政区划
中山镇下辖以下地区：
三联村、龙济村、卦坑村、阳民村、太平村、新城村、城中村、老城村、上峰村、上岭村和武溪村。